# Das Millionending
Das Millionending (Originaltitel: Hot Millions) ist eine britisch/amerikanische Filmkomödie aus dem Jahr 1968 mit Peter Ustinov in der Hauptrolle.

## Handlung
Marcus Pendleton wurde soeben aus dem Gefängnis entlassen. Den Aufenthalt dort verdankt er einem Elektronengehirn, das ihm bei seinem letzten Coup auf die Schliche gekommen ist.
Das soll ihm nicht wieder passieren. Für seinen nächsten Raubzug möchte er sich die moderne Computertechnik bewusst zu Nutze machen. Zunächst sorgt er dafür, dass der Computerexperte Caesar Smith eine längere Urlaubsreise antritt, um die Zeit als Schmetterlingsjäger in der Ferne zu verbringen.
Pendleton macht sich fit in Sachen Datenverarbeitung und heuert unter dem Namen Caesar Smith bei der Londoner Niederlassung eines US-Konzerns als Chefprogrammierer an. Rasch gelingt es ihm, das Vertrauen seines Vorgesetzten, des Londoner Niederlassungsleiters Carlton J. Klemper, zu gewinnen.
Marcus manipuliert den Computer, so dass monatliche Beträge an drei nicht existierende Firmen überwiesen werden. Dann unternimmt er heimliche Reisen nach Paris, Rom und Frankfurt, um die Beträge einzulösen. Marcus ist eine Sekretärin unterstellt, Patty Terwilliger, die er bald darauf heiratet. Als seine Frau schwanger wird, verlässt er den Konzern und flüchtet mit Patty nach Rio. Doch Klemper und sein Angestellter Willard C. Gnatpole kommen dem Betrug auf die Spur. Sie identifizieren den Täter und folgen ihm nach Rio.
Patty hat mittlerweile das Geld in Aktien angelegt und Gewinn gemacht. Marcus zahlt das ergaunerte Geld zurück und widmet sich seinem nächsten Berufsplan. Er will Dirigent eines Orchesters werden, in dem Patty Flöte spielt.

## Kritiken
Das Lexikon des internationalen Films über den Film: „Modernes Märchen, in dem die angestrebte Verbindung von komödiantischem Spiel und pointierter Persiflage elektronischer Technokratie zugunsten weniger tiefschürfender, aber amüsanter Unterhaltung ausfällt.“
Die Filmzeitschrift Cinema: „Ein ‚Hacker‘ der ersten Stunde! Gewitzter Spaß von Eric Till. Fazit: Britische Coolness, gepaart mit Ironie: stark!“
Die Variety lobt das Drehbuch, die exzellenten Darsteller, die begeisterte Regie und das Tempo.
Vincent Canby von der New York Times bezeichnet den Film als liebenswürdige, konventionelle Komödie. Das Drehbuch sei mit hoher Intelligenz geschrieben, die Schauspieler agieren mit Witz.
Roger Ebert von der Chicago Sun-Times meint, der Film sei keine ausgelassene, aber dafür eine freundliche und erwärmende Komödie.

## Auszeichnungen
1969 wurde das Drehbuch für den Oscar und für den WGA-Award der Writers Guild of America nominiert.

## Hintergrund
Die US-Premiere fand am 19. September 1968 statt. In Deutschland erschien der Film erstmals am 16. Mai 1969 in den Kinos.
Die Produktion der MGM wurde in den Studios der Gesellschaft in Borehamwood/Hertfordshire gedreht.